# Adobe Soundbooth
Adobe Soundbooth és un programari descatalogat d'Adobe Systems per a l'edició digital d'àudio en Windows XP, Windows Vista, Windows 7 i Mac OS X.